# Ephesia callinympha
Ephesia callinympha là một loài bướm đêm trong họ Noctuidae.